# Paavo Tahvonen
Paavo Erik Tahvonen, född 6 oktober 1904 i Jyväskylä landskommun, död 16 januari 1981 i Helsingfors, var en finländsk fysiker. 
Tahvonen var assistent i fysik och tillämpad fysik vid Helsingfors universitet 1929–1935 och blev filosofie doktor 1937. Han var fysiker vid Allmänna sjukhuset i Helsingfors 1937–1939 och har betecknats som den första sjukhusfysikern i Finland. Han var extra lärare i tillämpad fysik vid farmakologiska institutionen 1938–1945. Han var professor i tillämpad fysik vid Helsingfors universitet 1949–1971. Hans forskningsområde var röntgenfysik och han publicerade ett flertal skrifter från kristallfysikens område.